# الخرسانة المسلحة بالألياف

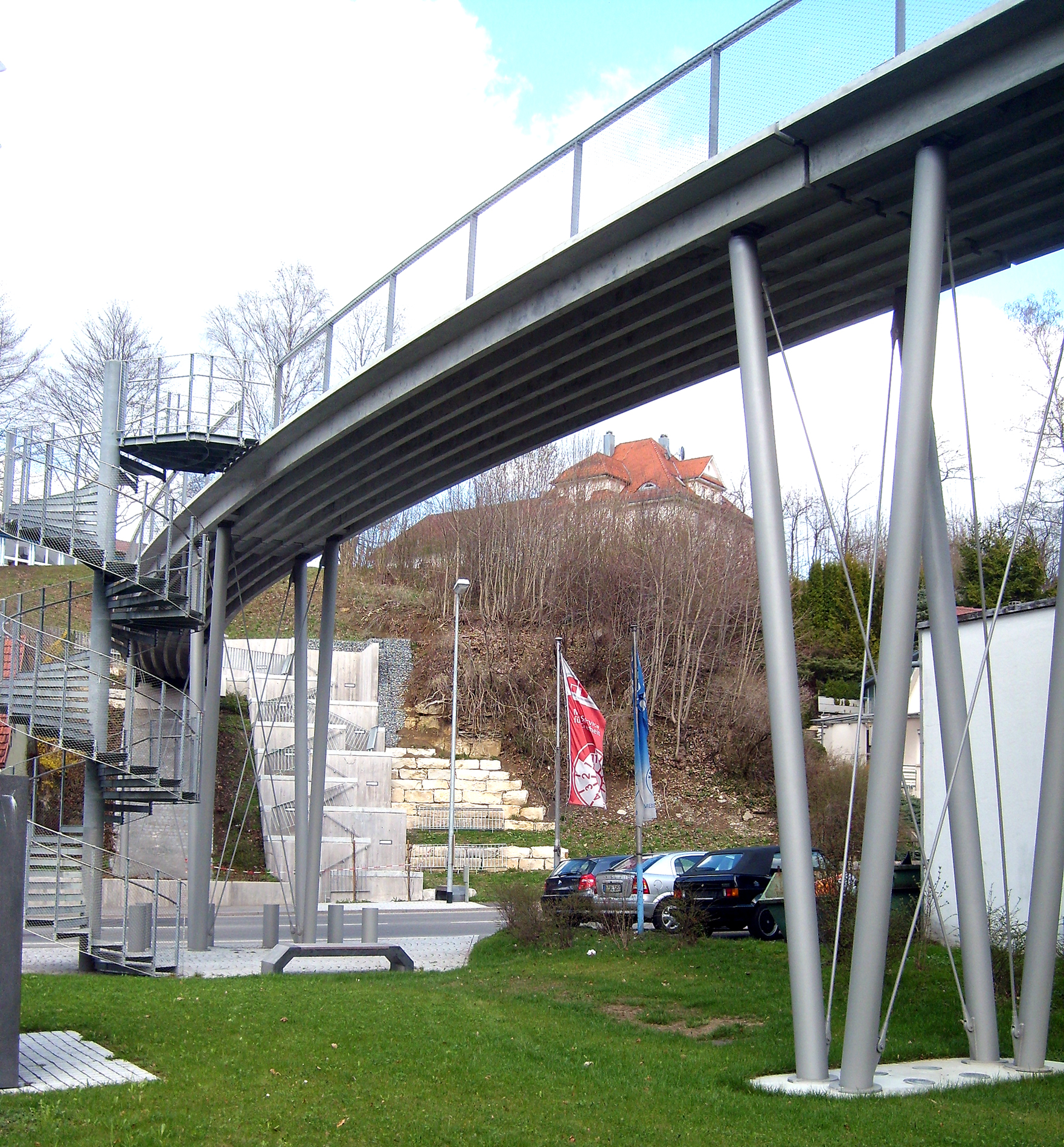

تُعد الخرسانة المسلحة بالألياف خرسانة تحتوي على مادة ليفية تزيد من تماسكها الإنشائي. إذ تحتوي على ألياف قصيرة منفصلة موزعة بانتظام وذات اتجاه عشوائي. من الألياف المُستخدمة في تسليح الخرسانة: الألياف الفولاذية، والألياف الزجاجية، والألياف الاصطناعية، والألياف الطبيعية، ويُضفي كل منها خصائصًا مختلفة على الخرسانة. بالإضافة إلى ذلك، تتغير خصائص الخرسانة المسلحة بالألياف باختلاف أنواع الخرسانة والمواد الليفية والشكل الهندسي والتوزيع والاتجاه والكثافات.

## نبذة تاريخية
إن استخدام الألياف في تسليح الخرسانة ليس بالمفهوم الجديد. إذ استُخدمت الألياف في تسليح الخرسانة منذ العصور القديمة. تاريخيًا، استُخدم شعر الخيل في الملاط والقش في طوب اللبن. في العقد الأول من القرن العشرين، استُخدمت ألياف الأسبست في الخرسانة. في خمسينيات القرن العشرين، ظهر مفهوم المواد المركبة، وحظي موضوع الخرسانة المسلحة بالألياف بالاهتمام. بمجرد اكتشاف المخاطر الصحية المرتبطة بالأسبست، أصبح من اللازم إيجاد بديل لهذه المادة في الخرسانة ومواد البناء الأخرى. بحلول ستينيات القرن العشرين، استُخدمت ألياف الفولاذ والزجاج والألياف الاصطناعية (مثل بولي بروبيلين) في الخرسانة. تستمر حاليًا البحوث حول الخرسانة الجديدة المسلحة بالألياف.

## أثر الألياف في الخرسانة
تُستخدم الألياف عادة في الخرسانة لمكافحة التشققات الناجمة عن الانكماش اللدن والانكماش الناجم عن الجفاف. وتقلل من نفاذية الخرسانة وبالتالي تقلل من نزيف المياه. ينتج عن بعض أنواع الألياف تأثيرًا أكبر في مقاومة تآكل الخرسانة وتحطمها. بصفة عامة، لا تزيد الألياف من مقاومة الانعطاف للخرسانة، ولذلك لا يمكن أن تحل محل مقاومة العزم أو التسليح بالفولاذ الإنشائي. في واقع الأمر، تقلل بعض الألياف من قوة الخرسانة فعليًا.
يُعبَّر عن كمية الألياف المضافة إلى خليط الخرسانة كنسبة مئوية من الحجم الإجمالي للخليط (الخرسانة والألياف)، ويُدعى «الكسر الحجمي». يتراوح مقدار الكسر الحجمي بين من 0.1 و3%. تُحسب نسبة الطول إلى القطر بقسمة طول الألياف على قطرها. تُستخدم الألياف ذات المقطع العرضي غير الدائري قطرًا مكافئًا لحساب نسبة الطول إلى القطر. في حال كان معامل المرونة أعلى من المصفوفة ( رابطة الخرسانة أو الملاط)، فإنها تساعد في حمل الحمل بزيادة قوة الشد للمواد. عادة ما تؤدي زيادة نسبة طول الألياف إلى قطرها إلى تجزئة قوة المصفوفة ومتانتها. ومع ذلك، تميل الألياف الطويلة جدًا إلى «التكتل» في الخليط مما يخلق مصاعبًا في إمكانية تشغيل الخرسانة.
أشارت بعض البحوث التي أُجريت أواخر العقد الأول من القرن الحادي والعشرين إلى أن استخدام الألياف في الخرسانة له تأثير محدود على مقاومة المواد للصدمات. يُعد ذلك نتيجة بالغة الأهمية لاعتقاد الناس أن المطيلية تزداد عند تسليح الخرسانة بالألياف. أشارت النتائج أيضًا إلى أن استخدام الالياف الصغيرة يوفر مقاومة أفضل للصدمات مقارنة بالألياف الأطول.
احتوت خطوط أنفاق القطارات فائقة السرعة على خرسانة تحتوي على 1 كغم/م³ من ألياف البولي بروبيلين بقطر 18 و32 ميكرومتر، مما يمنح المزايا المذكورة أدناه.

## المزايا
يمكن أن تعمل الألياف الزجاجية على:
- تحسين قوة الخرسانة بتكلفة زهيدة.
- إضافة تسليح مقاومة الشد في جميع الاتجاهات، عكس حديد التسليح.
- إضافة مظهر تجميلي لكونها ظاهرة في السطح النهائي للخرسانة.

يمكن أن تعمل ألياف البولي بروبيلين والنيلون على:
- تحسين تماسك الخليط الخرساني وقابلية ضخه عبر المسافات الطويلة.
- تحسين مقاومة التجمد والذوبان.
- تحسين مقاومة تفتت الخرسانة في حال نشوب حريق كبير.
- تحسين مقاومة الصدمات والتآكل.
- زيادة مقاومة الانكماش اللدن أثناء فترة إيناع الخرسانة.
- تحسين المقاومة الإنشائية.
- تقليل متطلبات حديد التسليح.
- تحسين المطيلية.
- تقليل عرض الشقوق والتحكم بها بإحكام، مما يؤدي إلى تحسين ديمومة الخرسانة.

يمكن أن تعمل الألياف الزجاجية على:
- تحسين المقاومة الإنشائية.
- تقليل متطلبات حديد التسليح.
- تقليل عرض الشقوق والتحكم بها بإحكام، مما يؤدي إلى تحسين ديمومة الخرسانة.
- تحسين مقاومة الصدمات والتآكل.
- تحسين مقاومة التجمد والذوبان.
- غالبًا ما يُستخدم خليط من الألياف الفولاذية وألياف البولي بروبيلين في مشاريع البناء لأغراض توحيد فوائد كلا المنتجَين، مثل التحسينات الإنشائية التي توفرها الألياف الفولاذية ومقاومة التفتت الانفجاري وتحسينات الانكماش اللدن التي توفرها الألياف البوليميرية.[3]